# Hyundai
Hyundai (en hangul, 현대; en hanja, 現代; romanización revisada, Hyeondae; McCune-Reischauer, Hyŏndae; literalmente, «Modernidad») es un conglomerado de empresas y negocios de Corea del Sur, fundado en 1947 por Chung Ju-yung. Dentro de las múltiples firmas que posee, se encuentra la marca de automóviles Hyundai Motor Company, el cuarto mayor fabricante de coches (si se tiene en cuenta las cifras de Kia Motors, su subsidiaria), así como Hyundai Heavy Industries, el fabricante de buques y maquinaria más grande del mundo.
La compañía ha sido uno de los conglomerados industriales más influyentes en la economía de Corea del Sur. Durante la crisis financiera asiática de 1998, acumuló fuertes pérdidas que le llevaron a desmantelar la entidad en compañías independientes entre sí. Tras ser disuelta la sociedad original en 2003, su heredera es el segundo chaebol más grande del país por detrás de Samsung.

## Historia

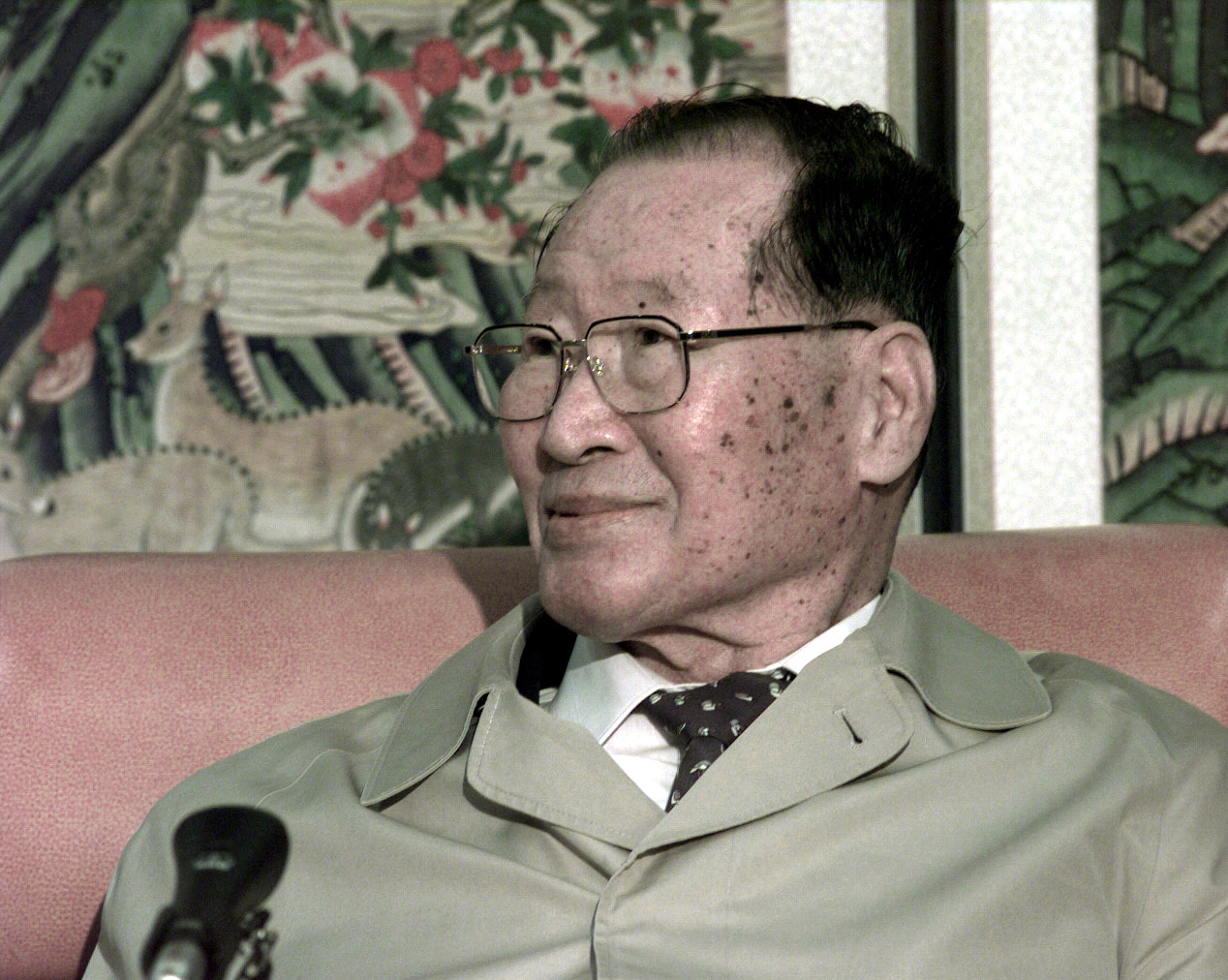
Chung Ju-yung fundó el conglomerado Hyundai en 1947.

### Nacimiento del grupo
En 1947 el empresario Chung Ju-yung fundó una compañía dedicada a la construcción y reparación de automóviles, que alcanzó una rápida expansión gracias a las obras que Corea del Sur acometió al término de la guerra de Corea. El grupo Hyundai empezó a funcionar como un conglomerado (en coreano, chaebol), en colaboración con el gobierno del país y las fuerzas militares de Estados Unidos, interesados en reactivar la economía a través del desarrollo del sector industrial.
El conglomerado abarcó diversos sectores de la economía como la creación de infraestructuras, el desarrollo industrial y la fabricación de viviendas, que le reportaron múltiples contratos y beneficios. A través de los planes de desarrollo del gobierno surcoreano, Hyundai pudo levantar instalaciones como la fábrica cementera de Danyang en 1964, que produce un millón de toneladas de cemento. En 1965 realizó su primera obra para el extranjero con la construcción de autopistas en Tailandia, desplazándose más tarde a Oriente Medio y otros mercados aún inéditos para las empresas occidentales.

### Motor y electrónica

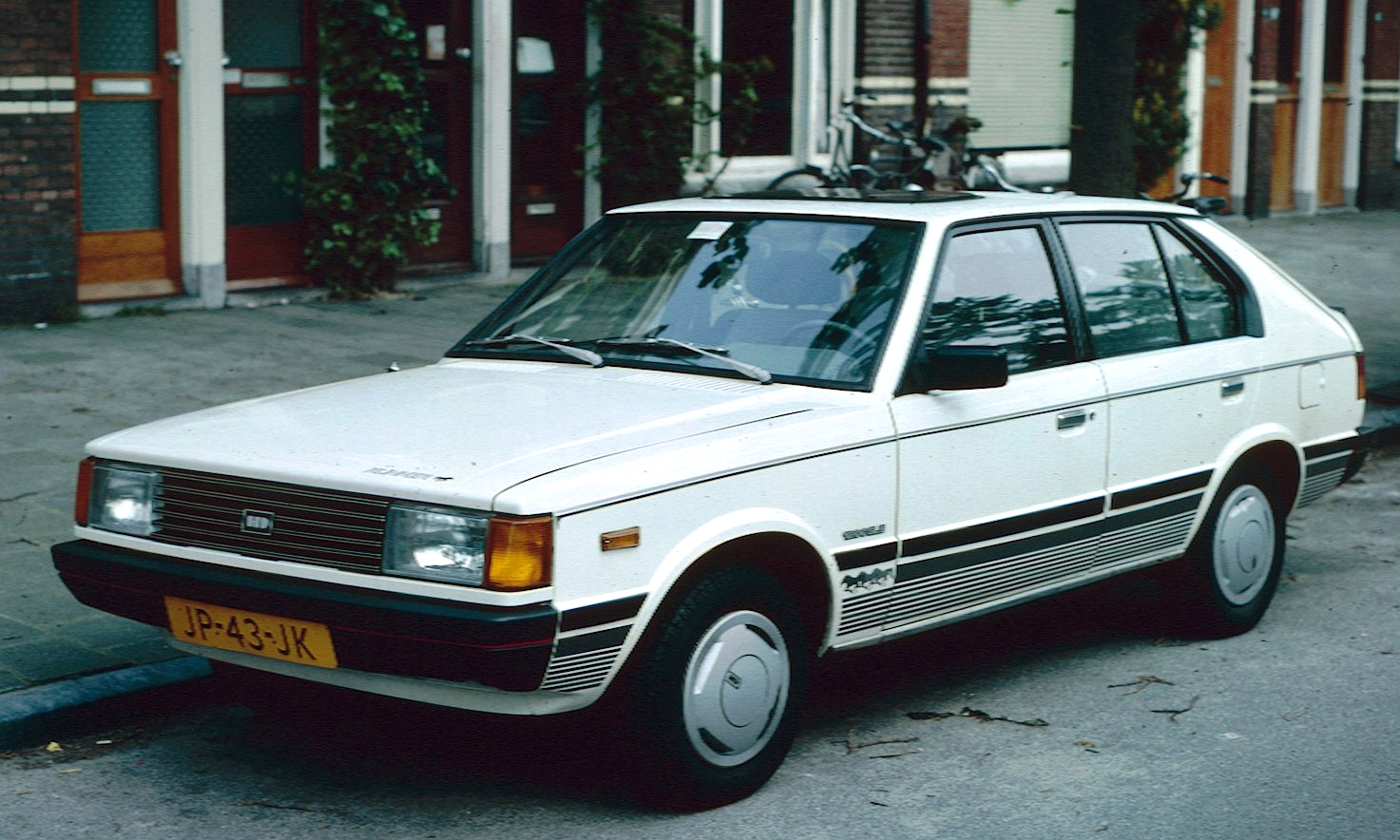
Hyundai Pony fue el primer utilitario fabricado por Hyundai Motors.

En 1967 creó una nueva subsidiaria, Hyundai Motor Company, dedicada a la fabricación en serie de automóviles. Aunque en sus primeros años se encargó de distribuir modelos de Ford en Corea del Sur, pronto comenzó a fabricar sus propios vehículos. A partir de 1975 la producción industrial de coches se multiplicó con la creación del utilitario Hyundai Pony, con el dominó buena parte del mercado coreano e inició su expansión al extranjero.
Durante los siguientes años, el gobierno surcoreano reclamó a la empresa que investigase en otros sectores a cambio de ayudas públicas. En 1971 comenzó a fabricar buques y petroleros en Ulsan, y el crecimiento de la demanda le ayudó a multiplicar sus resultados. Asimismo, alcanzó acuerdos de colaboración con Siemens para hacer maquinaria pesada y sistemas eléctricos. Durante la década de los años 1970 fue líder nacional en industria y construcción.
Cuando la construcción de barcos e infraestructuras decayó, Hyundai estableció un nuevo negocio al crear en 1983 una rama de electrónica, Hyundai Electronics. Este grupo se encargó de la distribución en Corea del Sur de todas las consolas de Nintendo, ya que las empresas japonesas tenían prohibido vender directamente sus productos en la península por los conflictos entre ambos estados. La NES llegó como Hyundai Comboy (현대 컴보이), mientras que la Super Nintendo se comercializó como Super Comboy (슈퍼 컴보이). Esta subsidiaria se dedicó además a la fabricación de equipamiento de telecomunicaciones y sistemas electrónicos industriales.

### Crisis de Hyundai

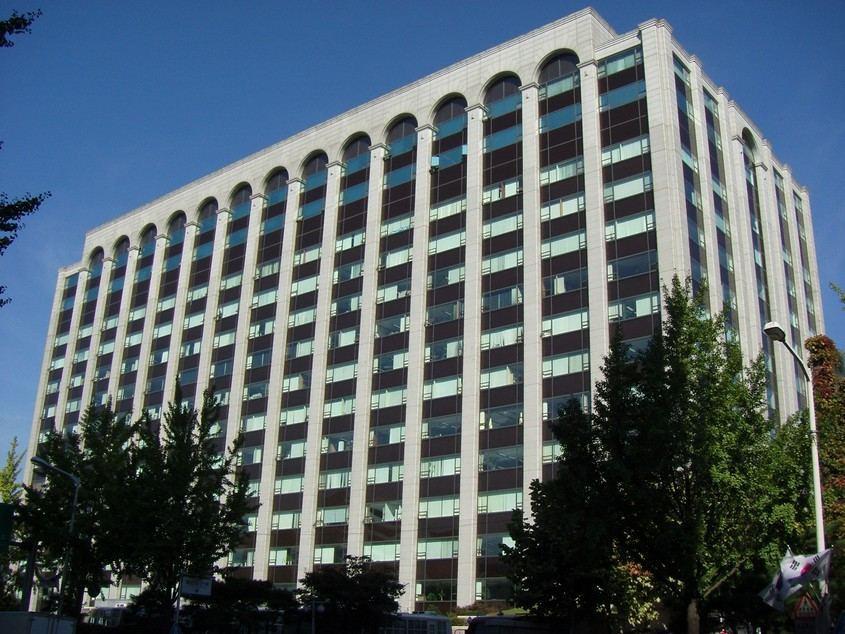
Cuartel general de Hyundai en Seúl.

Durante la década de 1980 Hyundai empezó a tener dificultades para obtener nuevas contrataciones, debido a la inestabilidad política de Corea del Sur y la reducción de la demanda exterior. Esto le obligó a destruir puestos de trabajo y desinvertir en determinados sectores. En aquella época también se enfrentó a las primeras huelgas de los trabajadores, quienes reclamaban mejores condiciones laborales. En 1988 el grupo registró pérdidas por primera vez en toda su historia.
Dos años después, Hyundai volvió a registrar beneficios y la llegada de la democracia multipartidista calmó la situación laboral y económica del país. Chung Ju-yung fue elegido presidente honorario de la empresa y dio el salto a la política, con la creación en 1992 de una formación económica social de mercado conocida como Partido Nacional de la Unificación. Quedó en tercera posición, con 31 escaños y el 17% de los votos. Otro de los ejecutivos del grupo, Lee Myung-bak, ingresó en el Gran Partido Nacional para terminar siendo alcalde de Seúl en 2002, y después presidente de la República de Corea.
La llegada de Chung a la política hizo que Hyundai estuviese más controlada por el Gobierno y los reguladores independientes, que detectaron contribuciones ilegales por parte de una de las subsidiarias y acusaron a otras de evadir impuestos. Al tener cada vez más problemas para financiarse, Ju-yung anunció en 1993 que retomaría el control para encabezar una reestructuración de todas sus empresas en compañías independientes. En 1995, se nombró como director al segundo hijo del fundador, Chung Mong-koo.
Durante esos años también destacó la labor de Ju-yung para intentar unificar las dos Coreas. En 1998 la empresa mandó un rebaño de vacas a Corea del Norte, que en esos años atravesaba hambrunas, y logró un acuerdo con el gobierno de ese país para construir en 2002 el parque industrial de Kaesong, a seis kilómetros de la zona desmilitarizada.

### Desmantelamiento de Hyundai
En 1997 Corea del Sur se vio afectada por la crisis financiera asiática, que mermó las cuentas de los grandes conglomerados del país. El presidente de la nación, Kim Dae-jung, anunció en 1998 una serie de medidas de reestructuración para quitar poder a los chaebol, como Daewoo o la propia Hyundai, que durante esos años habían acumulado grandes pérdidas financieras. Antes de esta medida, el peso de Hyundai en la economía del país equivalía al 20% del producto interior bruto, lo que suponía una amenaza para la economía nacional en caso de quiebra.
Por ello, Hyundai se deshizo de algunas empresas para conseguir capital y firmó acuerdos estratégicos con otros grupos para reducir su peso. Sin embargo, la reestructuración fue lenta y se llegaron incluso a producir compras como la automovilística Kia Motors. A su vez, la rivalidad entre varios miembros de la familia por el control de las empresas dio mala prensa al grupo. Con una deuda astronómica, en 2000 se deshizo de las ramas de construcción y de electrónica.
En 2001 Chung Ju-yung fallece y Hyundai se concentró solo en los negocios que le seguían reportando beneficios. Por ejemplo, vendió Hyundai Electronics, que pasó a llamarse Hynix, y otras nueve compañías. Actualmente su peso es mucho menor al de décadas anteriores pero sigue siendo una de las más fuertes de Corea del Sur, manteniendo bajo su control Hyundai Group, el fabricante de coches Hyundai Motor Group, y el fabricante de buques Hyundai Heavy Industries entre otras.

## Empresas del grupo
Toda la actividad económica de Hyundai se articula en seis empresas independientes entre sí:
- Hyundai Group: compañía original de Hyundai, creada en 1947 como una empresa de construcción de infraestructuras. Se dedica a infraestructuras, ascensores y turismo.
- Hyundai Motor Group: la empresa más conocida de Hyundai a nivel mundial, se encarga de la fabricación de coches, con Hyundai Motor Company y Kia Motors como sus dos marcas más conocidas. Es el cuarto fabricante de vehículos a nivel mundial.[1]
- Hyundai Department Store: cadena de centros comerciales con presencia en Corea del Sur.
- Hyundai Heavy Industries: dedicada a la fabricación y elaboración de buques, es el primero del mundo en el sector.[2]
- HDC Group: firma inmobiliaria del conglomerado.
- Hyundai Rotem: fabricante de material ferroviario, maquinaria para fábricas e ingenios para la defensa.